# Erwin Lange (effets spéciaux)
Pour les articles homonymes, voir Lange.
Erwin Lange (né le 24 mars 1913 à Berlin, mort le 25 octobre 1982 à Munich) est un technicien des effets spéciaux allemand.

## Biographie
Lange travaille comme apprenti dans une droguerie et est tellement motivé par son patron, un amateur de feu d'artifice, pour la pyrotechnie, qu'il en a fait sa profession. Il assiste le pyrotechnicien sur le film Émile et les Détectives en 1931. Après cela, Lange travaille principalement dans les films de guerre, où il recrée les bombardements sur les champs de bataille.
Sa carrière après la Seconde Guerre mondiale est une grande collaboration avec le producteur Artur Brauner. Au cours des années 1950, de plus en plus de productions cinématographiques internationales l'engagent. Les réalisateurs hollywoodiens comme Richard Fleischer, Douglas Sirk et Stanley Kubrick embauchent Lange à la fin de cette décennie quand ils tournent dans les studios de Munich. Il a un champ d'activité riche dans les années 1960 avec les films tournés d'après des œuvres de Karl May, où il est utilisé pour presque tous les films et est responsable des explosions de plus en plus nombreuses.
Il participe également à de nombreuses productions télévisées.
Son fils Peter et son petit-fils Dirk sont aussi devenus technicien des effets spéciaux.

## Filmographie partielle
- 1945 : Kolberg
- 1958 : Les Diables verts de Monte Cassino
- 1959 : Le Pont
- 1959 : Bataillon 999
- 1960 : Division Brandenburg
- 1962 : Le Trésor du lac d'argent
- 1963 : La Révolte des Indiens Apaches
- 1963 : Les Cavaliers rouges
- 1964 : Le Trésor des montagnes bleues
- 1964 : Parmi les vautours
- 1965 : L'Appât de l'or noir
- 1965 : Winnetou III
- 1965 : Old Surehand
- 1966 : Le Jour le plus long de Kansas City
- 1966 : Tonnerre sur la frontière
- 1967 : Le Vampire et le Sang des vierges
- 1968 : Le Trésor de la vallée de la mort
- 1968 : L'Extraordinaire évasion (Hannibal Brooks)
- 1976 : Lieb Vaterland magst ruhig sein de Roland Klick
- 1977 : Tod oder Freiheit
- 1978 : C'est mon gigolo